# Semiothisa instructaria
Semiothisa instructaria là một loài bướm đêm trong họ Geometridae.